# شركة سكوير
شركة سكوير هي شركة أمريكية للخدمات المالية ومجمعة لخدمات التجار وخدمات الدفع عبر الهاتف المحمول مقرها في سان فرانسيسكو، كاليفورنيا. تقوم الشركة بتسويق منتجات مدفوعات البرامج والأجهزة وتوسعت في خدمات الأعمال الصغيرة. تأسست الشركة في عام 2009 من قبل جاك دورسي وجيم مكيلفي وأطلقت أول تطبيق وخدمة في عام 2010. تم تداولها كشركة عامة في بورصة نيويورك منذ نوفمبر 2015 برمز مؤشر SQ.

## الجدل
في يونيو 2019 ، ذكرت صحيفة وول ستريت جورنال أن سكوير يرسل عن غير قصد إيصالات المعاملات إلى عنوان البريد الإلكتروني الخاطئ، مما يؤدي إلى عواقب سلبية.
واجهت شاحنة أغذية كندية باعت القهوة الكوبية خسارة قدرها 14000 دولار كندي لأنه تمت معالجة المعاملات من خلال شركة كندية تابعة لبنك تشيس مانهاتن ، تعاقدت معها سكوير للتعامل مع حساباتها الكندية. وبما أن الشركة الأم تخضع لقوانين الولايات المتحدة ، فإن البنك كان سيخضع لرسوم الاتجار بالسلع الكوبية المحظورة إذا قام بمعالجة معاملات الصندوق.

## روابط خارجية
- الموقع الرسمي